# Trichom

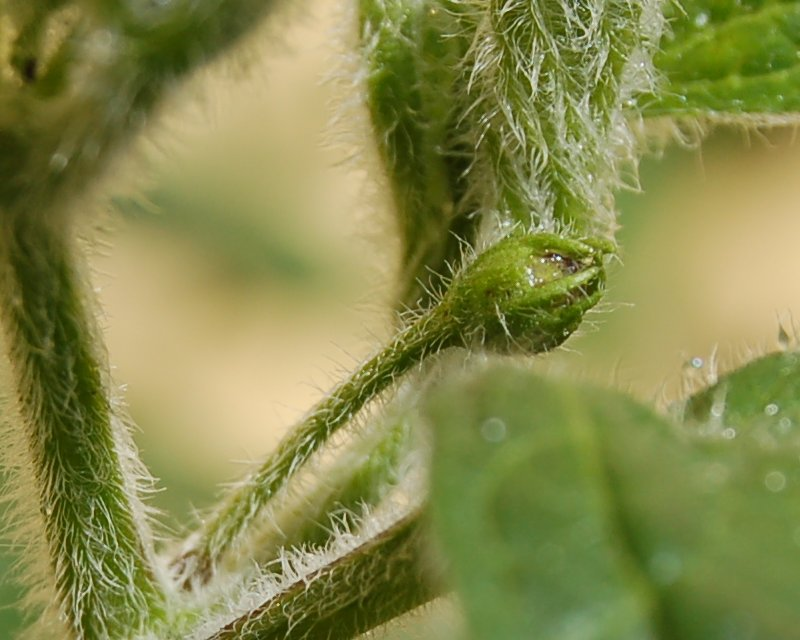
Četné trichomy papriky chlupaté

Trichom („chlup“) je dlouhý výčnělek na pokožce rostliny, vznikající z pokožkových buněk rostliny. Může být jednobuněčný i vícebuněčný. Buňky mladých trichomů jsou živé; buněčný obsah dospělých trichomů často odumírá.

## Popis
Nejjednodušším druhem chlupu je bradavka (papila), prostá vychlípenina pokožkové buňky. Protažením papily do délky vznikají vláskovité chlupy, které se uplatňují zejména při absorpci vody v kořenech. Když se protažené buňky vláskovitého chlupu oddělí přepážkou a dále se dělí, vzniká „jednoduchý chlup“ (když vznikne pouze jednořadě mnohobuněčný útvar) nebo „větvený chlup“ (když se trichom větví).
Podle vzniku a stavby lze trichomy rozdělit na:
- papily (vychlípeniny vnějších stěn pokožky) – např. korunní lístky macešky, blizna prvosenky jarní;
- jednobuněčné trichomy – mohou být krátké, zahrocené až háčkovitě zahnuté nebo dlouhé, rozvětvené nebo vláknité (bavlník);
- vícebuněčné trichomy – mají buňky uspořádané v řadě či rozvětvené (divizna) nebo svazčité (lípa), případně mohou být šupinkovité.[2]

Kromě trichomů mohou být na povrchu rostlinného orgánu emergence – mnohobuněčné podpokožkové výrůstky (ostny růží, srstky nebo kaktusovitých).
Soubor trichomů a emergencí na povrchu rostliny je odění (indumentum). V odění jediného orgánu mohou být zastoupeny různé typy trichomů i emergence.

## Funkce trichomů

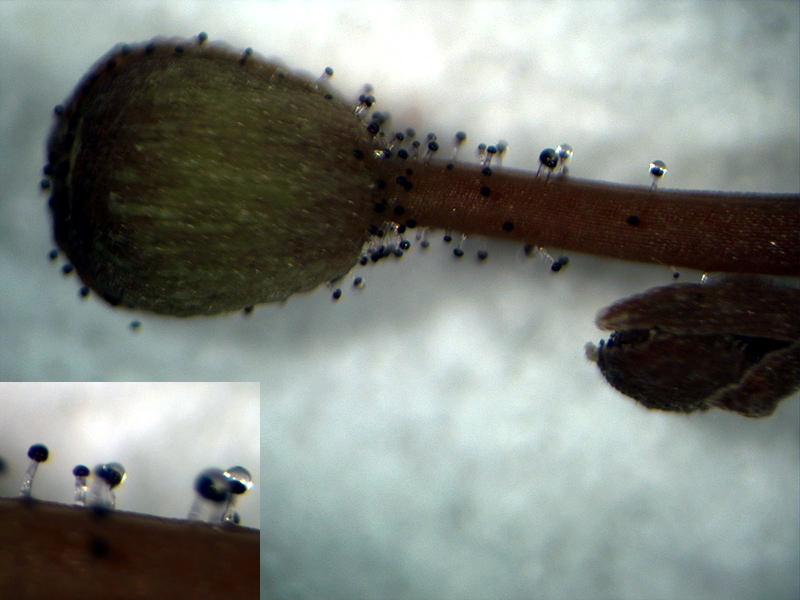
Trichomy sloupatky (Stylidium) mohou uvěznit a zabít drobný hmyz

Dle funkce se trichomy dají rozdělit na krycí, žláznaté, žahavé, absorpční, drsné a příchytné:
- krycí: Jsou protažené do špičky, mohou být rozvětvené, jedno či vícebuněčné.[3] Slouží k ochraně, pomáhají chránit rostlinu proti přehřátí a pomáhají při rozšiřování plodů a semen; po odumření snižují transpiraci a chrání rostlinu před osluněním.[1] Rozlišujeme několik druhů krycích trichomů:
  - papily: vytvářejí sametový vzhled rostliny a usnadňují přistávání opylovačů (violka, růže)
  - hvězdovité chlupy (hlošina)
  - přeslenitě větvené chlupy (divizna)
- žláznaté: Bývají zakončeny paličkou, ale také bývají štítkovité až miskovité.[3] Slouží k vyměšování silic (máta) nebo pryskyřic (jírovec maďal)
- žahavé: Jsou typem žláznatých chlupů, mají lahvicovitý tvar, jsou jednobuněčné, nerozvětvené. Blízko vrcholu chlupu je buněčná stěna ztenčená, prostoupená oxidem křemičitým, a proto křehká.[3] Při odlomení špičky trichomu se vylije pálivá tekutina; jejich přeměnou vznikají ostny, pro než je charakteristické, že se dají odlomit (růže, angrešt, ostružiník)
- absorpční (vstřebávací): např. kořenový vlásek, který umožňuje příjem vody; u některých epifytů, např. tilandsie (Tillandsia usneoides), vznikají i specializované chlupy jinde na těle, které zachycují rosu a déšť[1]
- drsné: mají ochrannou funkci (ostny)
- příchytné: (háčkovité, kotvičkovité)[2]

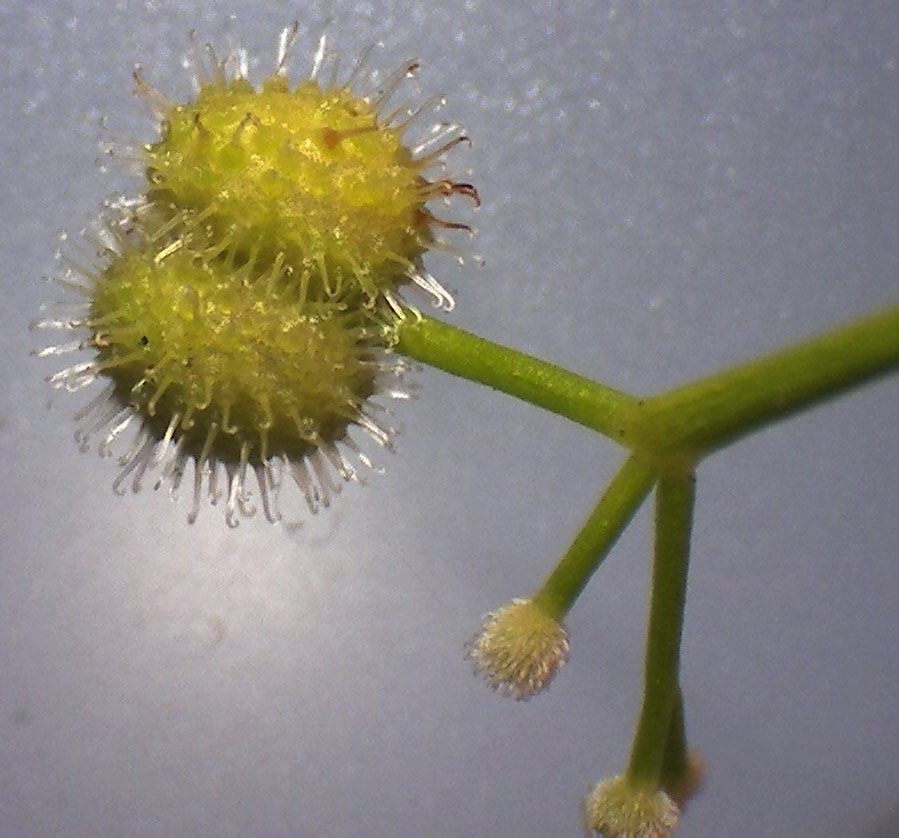
Příchytné trichomy svízelu přítuly
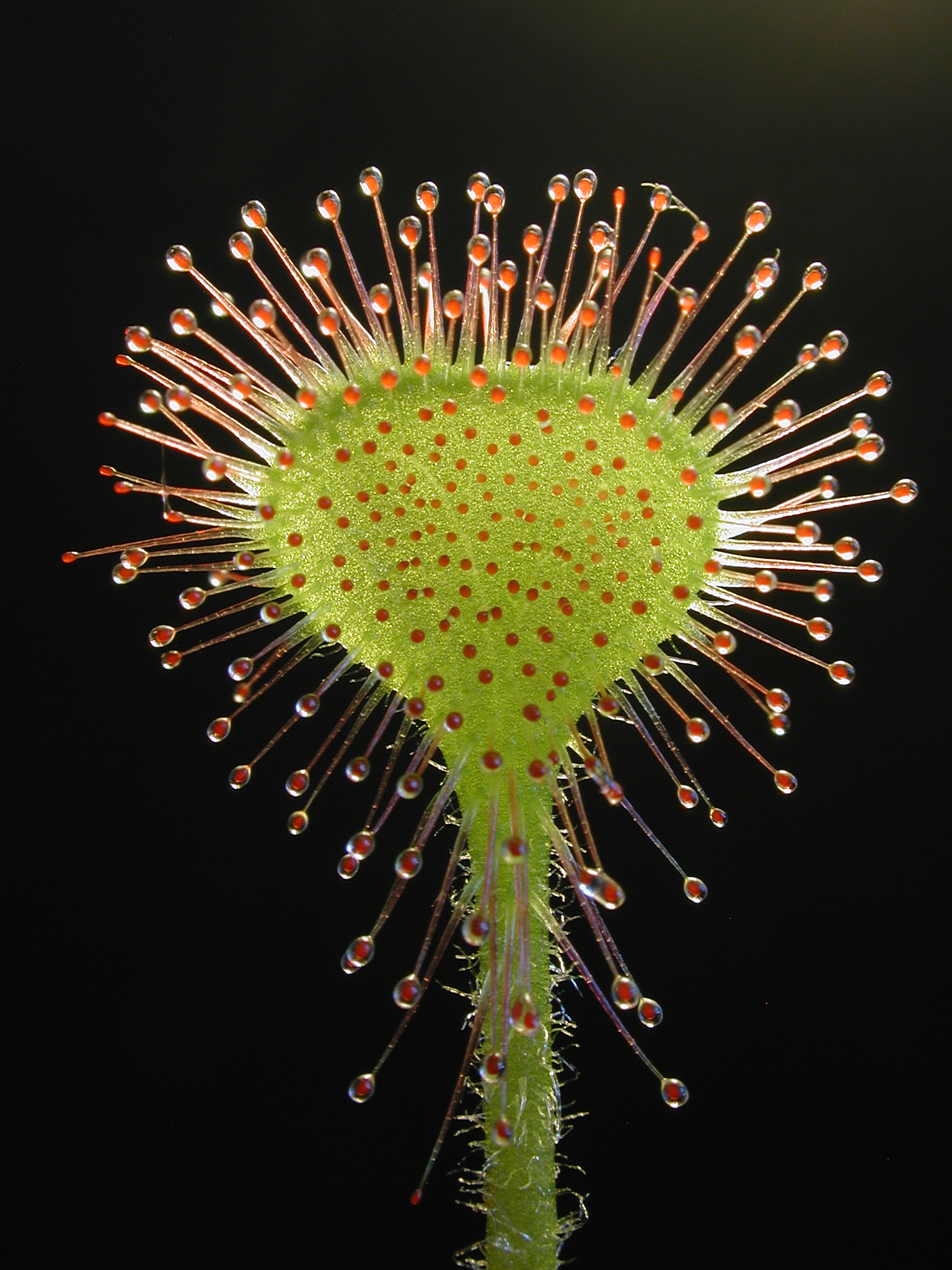
Žláznaté a vstřebávací trichomy rosnatky okrouhlolisté
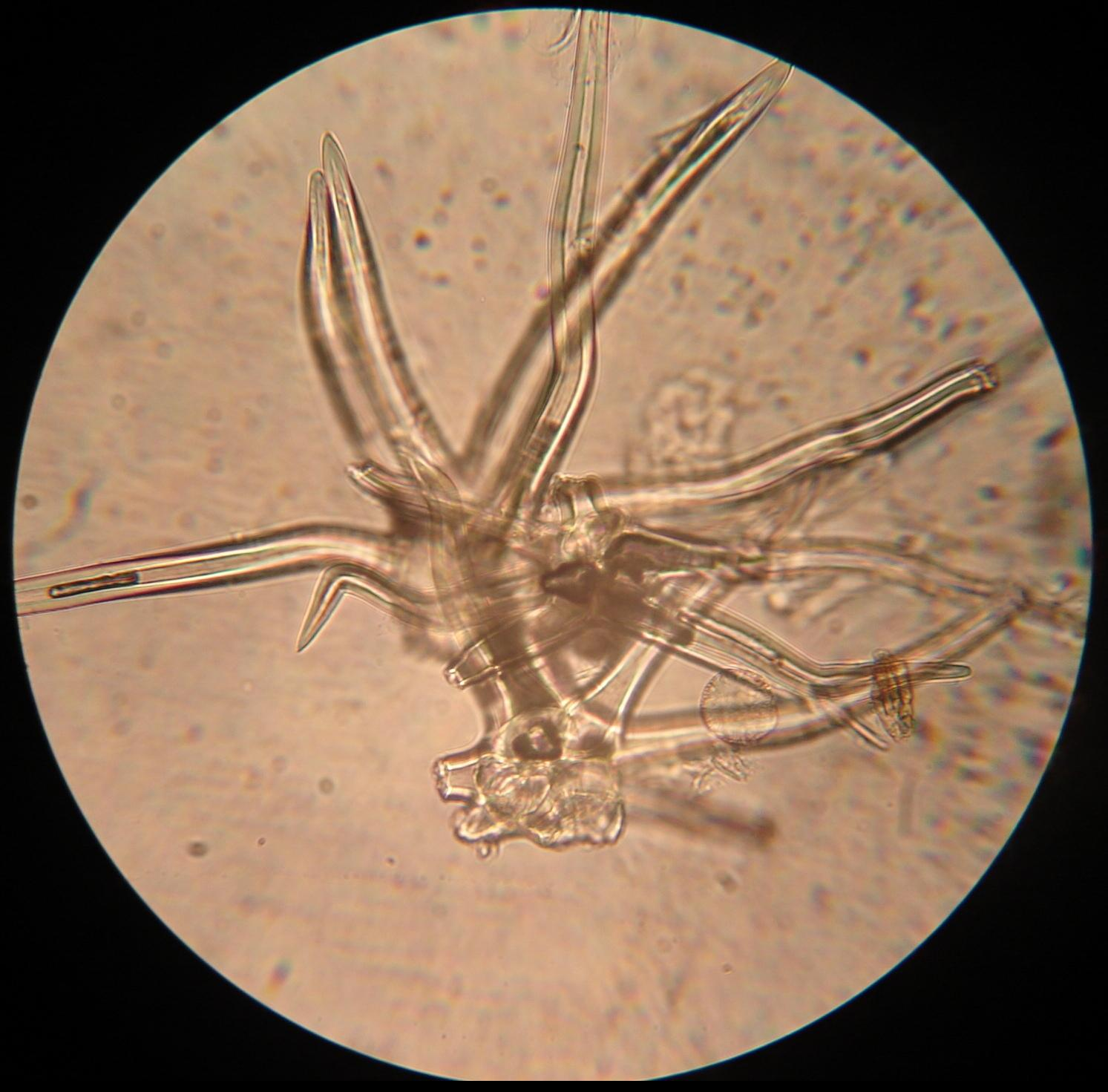
Krycí trichomy divizny velkokvěté
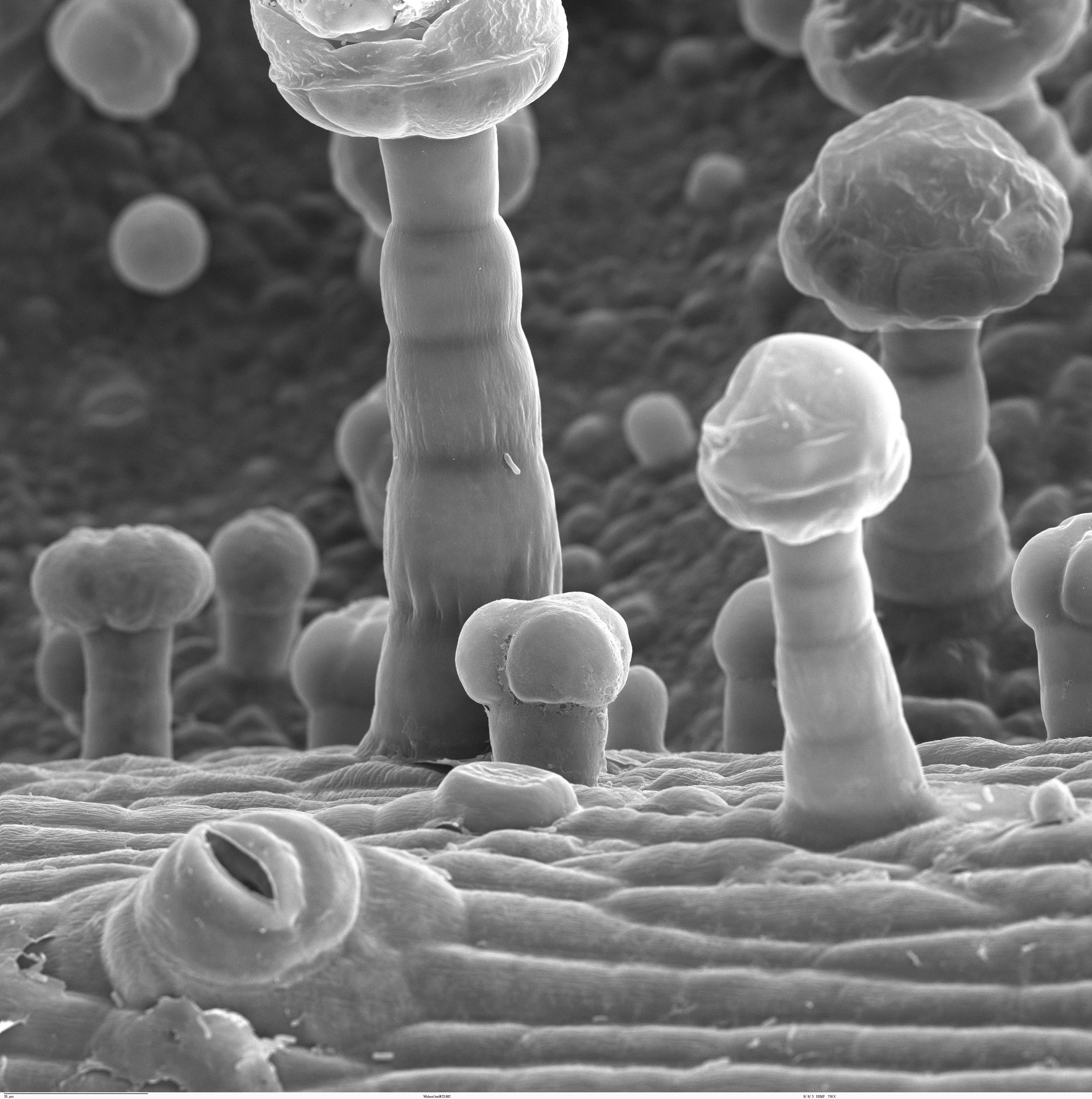
Žláznaté trichomy lísky
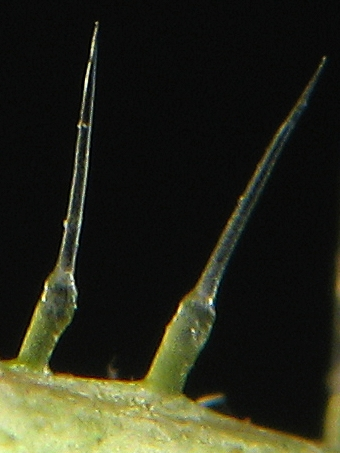
Žahavé trichomy kopřivy dvoudomé
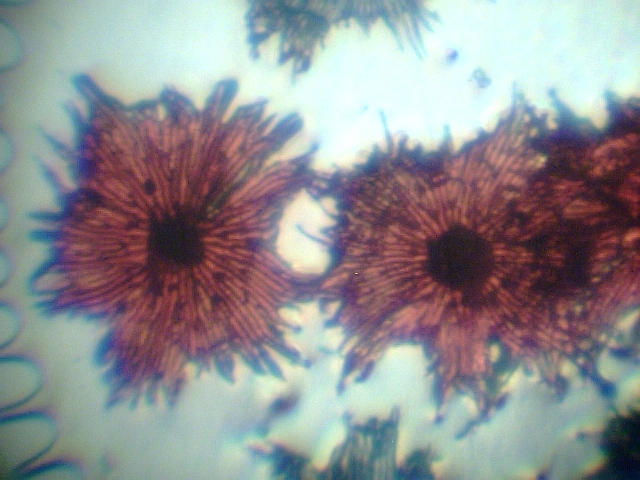
Krycí trichomy, resp. hvězdovité chlupy hlošiny
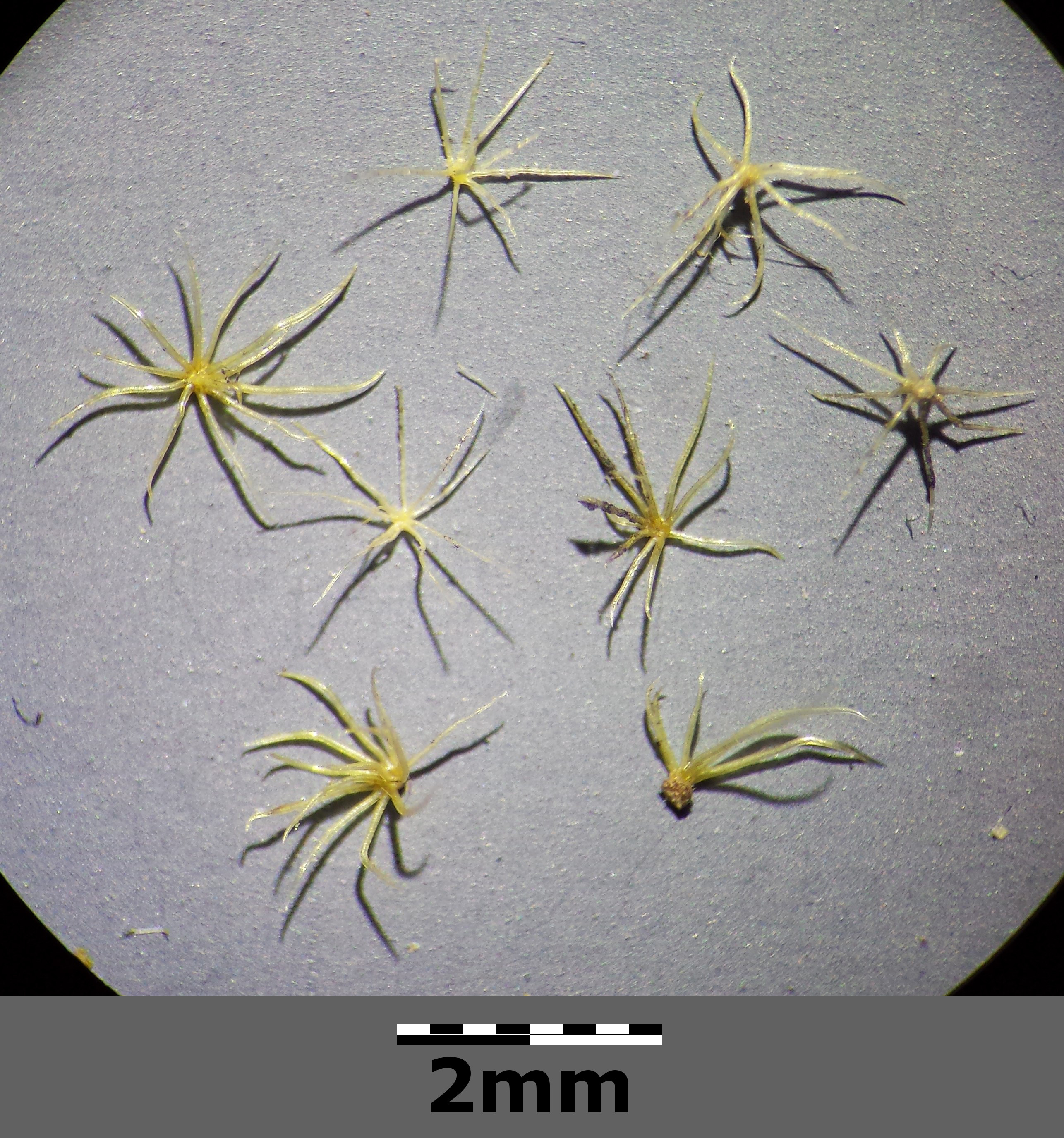
Hvězdovité chlupy z kalicha topolovky bledé